# Lacrimula visakhensis
Lacrimula visakhensis är en mossdjursart som beskrevs av Rao 1973. Lacrimula visakhensis ingår i släktet Lacrimula och familjen Batoporidae. Inga underarter finns listade i Catalogue of Life.